# Anna Sobolewska (działaczka społeczna)
Anna Sobolewska z d. Kompińska (ur. 19 lipca 1933 w Brodnicy, zm. 7 marca 2022 w Dąbrówce Wielkiej) – polska działaczka społeczna, biolożka i pedagog związana z Lęborkiem. Wieloletnia aktywistka Ligi Kobiet, delegatka na VIII Nadzwyczajny Krajowy Zjazd tej organizacji w Warszawie (1981). Jedna z pionierek działalności na rzecz seniorów. Za działalność społeczną odznaczona Krzyżem Kawalerskim Orderu Odrodzenia Polski. Zwyciężczyni ponadregionalnych plebiscytów prasowych, wyróżniających osoby szczególnie zasłużone społecznie.

## Życiorys

### Wykształcenie
Skończyła Miejskie Gimnazjum i Liceum Żeńskie w Brodnicy (1950). Jest absolwentką Wydziału Biologii i Nauk o Ziemi, I stopnia, Uniwersytetu Mikołaja Kopernika w Toruniu (1953) oraz Wydziału Humanistycznego (kierunek magisterski pedagogika) Uniwersytetu Gdańskiego (1971).

### Praca zawodowa
W latach 1953–2003 była nauczycielką biologii oraz biomedycznych podstaw rozwoju i wychowania w Liceum Ogólnokształcącym nr 2 w Lęborku. Została uhonorowana przez kuratora oświaty i wychowania w Słupsku tytułem „mianowany profesor szkoły średniej” (1976).

### Praca społeczna
Od 1955 działała w Lidze Kobiet, współpracując z Walerią Fegler. Była radną Miejskiej Rady Narodowej w Lęborku (1965–1969), przewodniczącą Komitetu Osiedlowego Samorządu Mieszkańców „Południe” w Lęborku (1975–1989) oraz delegatką na Ogólnopolski Zjazd Samorządowy w Warszawie pod patronatem Rady Państwa (1977). Organizowała pomoc bytową, zdrowotną, prawną dla ludzi potrzebujących, promowała politykę aktywizacji seniorów, propagowała ogródki jordanowskie. Była przewodniczącą Zarządu Miejskiego Ligi Kobiet w Lęborku (1977–1989). Otrzymała tytuł „Honorowej Zasłużonej” Miejskiej Rady Narodowej w Lęborku (1989). W latach 1989–2020 organizatorka comiesięcznych spotkań edukacyjno-kulturalnych dla seniorów, z udziałem posłów różnych opcji politycznych, oraz wycieczek krajowych i zagranicznych dla seniorów. Przewodnicząca Stowarzyszenia Klub Demokratycznej Unii Kobiet w Lęborku, powstałego w 2001 we współpracy z posłami: Pawłem Kasprzykiem i Izabelą Jarugą-Nowacką.

## Odznaczenia i wyróżnienia

### Odznaczenia państwowe
- Złoty Krzyż Zasługi (1977)
- Krzyż Kawalerski Orderu Odrodzenia Polski (1985; za działalność społeczną)[6][14])

### Medale i odznaki
- Odznaka 1000-lecia Państwa Polskiego (1966)
- Odznaka „Zasłużonym Ziemi Lęborskiej” (1975)
- Odznaka honorowa “Za zasługi dla województwa słupskiego” (1979)
- Medal Sint Sua Praemia Laudi („Niech chwała ma swoją nagrodę”) Wojewody Pomorskiego (2007)[11]
- Medal św. Jakuba (patrona Lęborka) Burmistrza Miasta Lęborka (2008)
- Nagroda Miasta Lęborka „Lęborski Lew” (2017)[15].

### Wyróżnienia medialne
- Dyplom „Kobiety Sukcesu” w plebiscycie czytelniczym “Dziennika Bałtyckiego“ (2002)[16]
- Tytuł „Niezapominajki” ph. „Mądre życiową mądrością, dobre dla siebie i innych” w plebiscycie czytelniczym „Głosu Pomorza” (2003))[6][8]
- Laur „Homo Popularis” – najpopularniejszej osoby w plebiscycie czytelniczym „Dziennika Bałtyckiego” (2005)[17][18]

## Publikacje książkowe
- „Chwały Pani Ani”, „Drukarnia Kraków”, 2013[19][8]

## Rodzina
Rodzice: Mirosława i Edward Kompińscy, mąż Leopold Sobolewski, syn Janusz L. Sobolewski.